# Deutscher Raiffeisenverband
Der Deutsche Raiffeisenverband e. V. (DRV) ist Dachverband der genossenschaftlich organisierten Unternehmen der deutschen Agrar- und Ernährungswirtschaft. Er engagiert sich für die Interessen der 1.693 Mitgliedsunternehmen aus den Bereichen Agrarhandel sowie Verarbeitung tierischer und pflanzlicher Erzeugnisse, die zusammen im Jahr 2022 einen addierten Umsatz von mehr als 85,6 Mrd. Euro erzielten. Viele Landwirte, Gärtner und Winzer sind Mitglied und damit Eigentümer einer Genossenschaft.

## Aufgaben
Als Wirtschaftsverband vertritt der DRV die Mitgliederinteressen auf nationaler, europäischer und internationaler Ebene gegenüber Politik, Administration, Wirtschaftspartnern und Öffentlichkeit. Ziel ist die praxisgerechte Ausgestaltung der wirtschafts- und agrarpolitischen Rahmenbedingungen. Als spartenübergreifender Bundesverband bündelt und formuliert der DRV die Erwartungen seiner Mitglieder und bringt sie in die politischen Beratungen und Gesetzgebungsverfahren ein.
Der DRV ist Dienstleister seiner Mitglieder in allen agrar-, wirtschafts- und umweltpolitischen sowie steuerrechtlichen Themen. Mit Marktanalysen unterstützt er seine Mitglieder bei der strategischen Ausrichtung auf die Anforderungen globalisierter Agrarmärkte.
Vor dem Hintergrund weitreichender struktureller Veränderungen in der genossenschaftlichen Unternehmenslandschaft gründete der DRV 2012 die Raiffeisen-Stiftung. Die Stiftung fördert Projekte aus den Bereichen Bildung und Öffentlichkeitsarbeit sowie Wissenschaft und Forschung. Dadurch wird die Aus- und Weiterbildung insbesondere im ländlichen Genossenschaftswesen nachhaltig unterstützt.

## Bedeutung der Raiffeisen-Genossenschaften
Raiffeisen-Genossenschaften nehmen eine bedeutende Marktstellung in der deutschen Agrar- und Ernährungswirtschaft ein. Die Mitgliedsunternehmen sind verantwortlich für:
- 66 Prozent der deutschen Milchverarbeitung,
- 50 Prozent des Getreide- und Rapshandels,
- 33 Prozent des Viehhandels sowie
- 33 Prozent der Weinernte.

So handeln die Genossenschaften durchschnittlich 18 Mio. t Getreide und Raps im Jahr.
Sie versorgen Landwirte mit Düngemitteln, Saatgut und Agrartechnik. Eine Vielzahl an genossenschaftlichen Einzelhandels- und Baustoffmärkten sowie Tankstellen liefern Haus- und Gartenbedarf sowie Mineralöle und Brennstoffe an die Verbraucher.
Rund 114.000 Mitarbeitern arbeiten für die Raiffeisen-Genossenschaften.

## Geschichte
Der DRV als Spitzenverband der ländlichen Genossenschaften wurde am 18. November 1948 in Wiesbaden gegründet.
Die Verbandsgeschichte setzte bereits rund 70 Jahre früher ein. Mit Gründung des „Anwaltschaftsverbandes der ländlichen Genossenschaften“ im Jahr 1877 auf Betreiben von Friedrich Wilhelm Raiffeisen wurde die Basis für eine große Organisation geschaffen, die seit 1948 im DRV weiterlebt – unterstützt von genossenschaftlichen Banken und Verbundunternehmen.
Die Gründungsväter des deutschen Genossenschaftswesens – Friedrich Wilhelm Raiffeisen, Hermann Schulze-Delitzsch und Wilhelm Haas – arbeiteten parallel am Aufbau einer Genossenschaftsorganisation. Auch wenn sie gleiche Ziele verfolgten, hatten sie unterschiedliche Auffassungen über Inhalte und Organisationsformen. Dies führte dazu, dass die von ihnen gegründeten Bewegungen über viele Jahre hinweg unabhängig voneinander agierten. Erst 1930 gelang es Andreas Hermes, die damals 36.339 ländlichen Genossenschaften mit über vier Millionen Mitgliedern zusammenzuschließen. Es entstand der „Reichsverband der deutschen landwirtschaftlichen Genossenschaften – Raiffeisen – e. V.“. Nach der Machtergreifung durch die Nationalsozialisten wurden die Genossenschaften „gleichgeschaltet“ und 1934 in den Reichsnährstand eingegliedert.
Bereits kurz nach dem Kriegsende 1945 begannen in Westdeutschland Beratungen über die Neugründung eines genossenschaftlichen Spitzenverbandes. Sie mündeten 1948 in der Gründung des DRV. Widerstandskämpfer Andreas Hermes wurde erster Raiffeisen-Präsident.

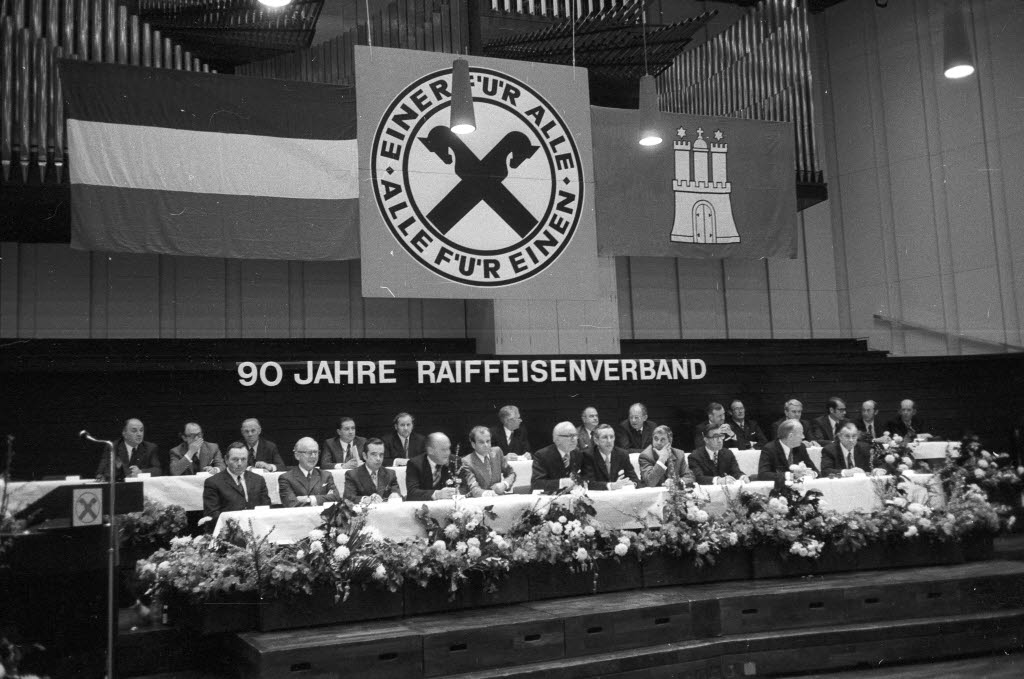
Feier zum 90-jährigen Bestehen des Raiffeisenverbandes Schleswig-Holstein und Hamburg (1974)

1972 kam es zur Neuordnung der ländlichen und der gewerblichen Genossenschaftsorganisation. Als Dachverband entstand der Deutsche Genossenschafts- und Raiffeisenverband (DGRV). Unter seinem Dach sind neben den DRV die Spitzen- und Fachverbände der Kreditgenossenschaften, der gewerblichen Genossenschaften, der Konsumgenossenschaften sowie Unternehmen des genossenschaftlichen Verbundes organisiert.

## Leitung
Präsidenten
- 1948–1961: Andreas Hermes
- 1961–1973: Theodor Sonnemann
- 1974–1978: Lorenz Falkenstein
- 1979–1991: Willi Croll
- 1991–1999: Jörg Brixner
- 1999–2017: Manfred Nüssel
- Seit 2017: Franz-Josef Holzenkamp

Generalanwälte / Geschäftsführer / Generalsekretäre
- 1948–1953: Gottfried Meulenbergh
- Mai – Nov.1953: Heinrich Lübke
- 1953–1968: Gustav Klusak
- 1968–1971: Rolf Schubert
- 1972–1992: Hans-Jürgen Wick
- 1992–1997: Friedrich Bernhard Hausmann
- 1997–2012: Rolf Meyer
- 2012–2023: Henning Ehlers
- seit 2023: Jörg Migende